# Sunnyboy Dladla
Sunnyboy Dladla (geboren in Piet Retief) ist ein südafrikanischer Opernsänger der Stimmlage Tenor.

## Leben
Sunnyboy Dladla wurde in einem Township in (Piet Retief) geboren und wollte ursprünglich Krankenpfleger werden. Ermutigt von seiner Schulkameradin Pretty Yende, die ebenfalls aus Piet Retief stammt, ging er nach Kapstadt und studierte bei Sidwill Hartman am South African College of Music der Universität von Kapstadt und trat bereits während seines Studiums in einigen Opern auf. Beispielsweise sang er in Kapstadt den Don Ottavio im Don Giovanni, den Nemorino in L’elisir d’amore, den Pong in Turandot sowie den Lysander in Brittens A Midsummer Night's Dream. 2009 debütierte er als Pong in Veronas Teatro Filarmonico. 2012 wurde er für zwei Spielzeiten an das Opernstudio der Oper Zürich engagiert und schloss während dessen an der Zürcher Hochschule der Künste sein Gesangsstudium bei Scot Weir ab.  Er studierte auch an der Musikhochschule Lübeck und absolvierte einen Meisterkurs bei Renée Fleming.
Sunnyboy Dladla ist ein klassischer lyrischer Tenor des Stimmfachs Tenore di grazia und somit prädestiniert für Belcanto-Partien Donizettis und Rossinis. Sein darstellerisches Talent kann er vor allem in komischen Rollen, wie dem Basilio, ausspielen. In seiner Zeit in Zürich war er als Arturo in Lucia di Lammermoor, als Dorvil in La scala di seta, als Paolino in Il matrimonio segreto sowie als Nick in Puccinis La fanciulla del West zu sehen und zu hören. Er trat aber auch im Haupthaus in kleineren Rollen in Zimmermanns Die Soldaten und Schostakowitschs Lady Macbeth von Mzensk auf.
Seit 2014 gastiert der Tenor an großen Bühnen Europas. Den Conte d’Almaviva im Il barbiere di Siviglia sang er in der Württembergischen Staatsoper in Stuttgart, am Hessischen Staatstheater in Wiesbaden und an der Deutschen Oper Berlin, wo er auch die Rolle des Gobin in Puccinis La rondine übernahm. Das Rossini Opera Festival in Pesaro verpflichtete Sunnyboy Dladla im August 2015 als Cavaliere Belfiore in Il viaggio a Reims. Mit der Rolle des Basilio in Le nozze di Figaro debütierte er 2015 im Theater an der Wien und 2016 an der Oper Leipzig. In der Wiener Produktion mit den Musiciens du Louvre unter Marc Minkowski übernahm er zusätzlich auch noch die Rolle des Don Curzio. In Bukarest gastierte er als Don Ramiro in La Cenerentola. Diese Partie wird er ab Februar 2017 auch an der Opera North in Leeds singen.
Im Konzertsaal wurde der Sänger für eine Reihe von Sakralwerken verpflichtet, singt aber auch Belcanto-Programme. 2012 erfolgte sein USA-Debüt in Händels Messiah mit dem National Symphony Orchestra, Washington, geleitet von Rolf Beck. 2013 sang er mit demselben Orchester, geleitet von Christoph Eschenbach, das Tenorsolo in Mozarts Requiem. Beim Schleswig-Holstein Musik Festival war er unter Christopher Hogwood in  Schumanns Missa sacra zu hören. Im Dezember 2015 bestritt er gemeinsam mit Cecilia Bartoli und dem Orchestra La Scintilla im Brüsseler Palais des Beaux-Arts ein Arien- und Duett-Programm mit Werken Mozarts, Donizettis und Rossinis. Anlässlich des südafrikanischen Human Rights Day gab er am 21. März 2016 gemeinsam mit seiner Schulfreundin, der Sopranistin Pretty Yende, ein Galakonzert in der Cape Town Opera mit Werken des Belcanto.

## Rollen (Auswahl)
| Cimarosa - Paolino in Il matrimonio segreto Donizetti: - Nemorino in L’elisir d’amore - Lord Arturo Buklav in Lucia di Lammermoor Mozart: - Don Ottavio in Don Giovanni - Don Basilio und Don Curzio in Le nozze di Figaro Offenbach: - Xaïloum in Barkouf |  | Puccini - Gobin in La rondine - Nick in La fanciulla del West - Pong in Turandot Rossini: - Conte Almaviva in Il barbiere di Siviglia - Cavaliere Belfiore und Conte Libenskof in Il viaggio a Reims - Dorvil in La scala di seta - Don Ramiro in La Cenerentola - Osiride in Mosè in Egitto |

## Auszeichnung
- 2008: Schock Foundation Singing Competition (Gewinner)